# Varga Imre (szobrász)
Varga Imre (Siófok, 1923. november 1. – Budapest, 2019. december 9.) a nemzet művésze címmel kitüntetett, Kossuth-díjas magyar szobrászművész, hazánk egyik legismertebb köztéri szobrásza.
Pátzay Pál és Mikus Sándor tanítványaként diplomázott a budapesti Képzőművészeti Főiskolán 1956-ban. Első egyéni kiállítását 1967-ben rendezte Budapesten. 1972-ben a Tihanyi Múzeumban nyílt gyűjteményes tárlata, ettől kezdve Európa majdnem minden rangos képzőművészeti eseményén részt vett munkáival. 1973-ban Kossuth-díjat kapott, 1982-ben Herder-díjjal tüntették ki. Az Európai Akadémia tagja.
1983 óta állandó kiállítása működik Óbudán, a Laktanya utcában.
A francia kormány 1989-ben a Művészeti és Irodalmi Rend parancsnoki fokozata kitüntetést, az olasz köztársasági elnök 1996-ban az Olasz Köztársasági Érdemrend lovagi keresztjét adományozta neki. Hazai és külföldi tereken, templomokban, középületekben mintegy 300 alkotását helyezték el.
Szobrai állnak Belgiumban, Franciaországban, Lengyelországban, Németországban, Norvégiában és Izraelben. Felesége Szabó Ildikó volt, 1944-től 2010-ben bekövetkezett haláláig. Két fiuk született: Tamás (1953), szobrászművész és Mátyás (1961), díszlettervező-grafikus.

## Élete és művészi pályafutása

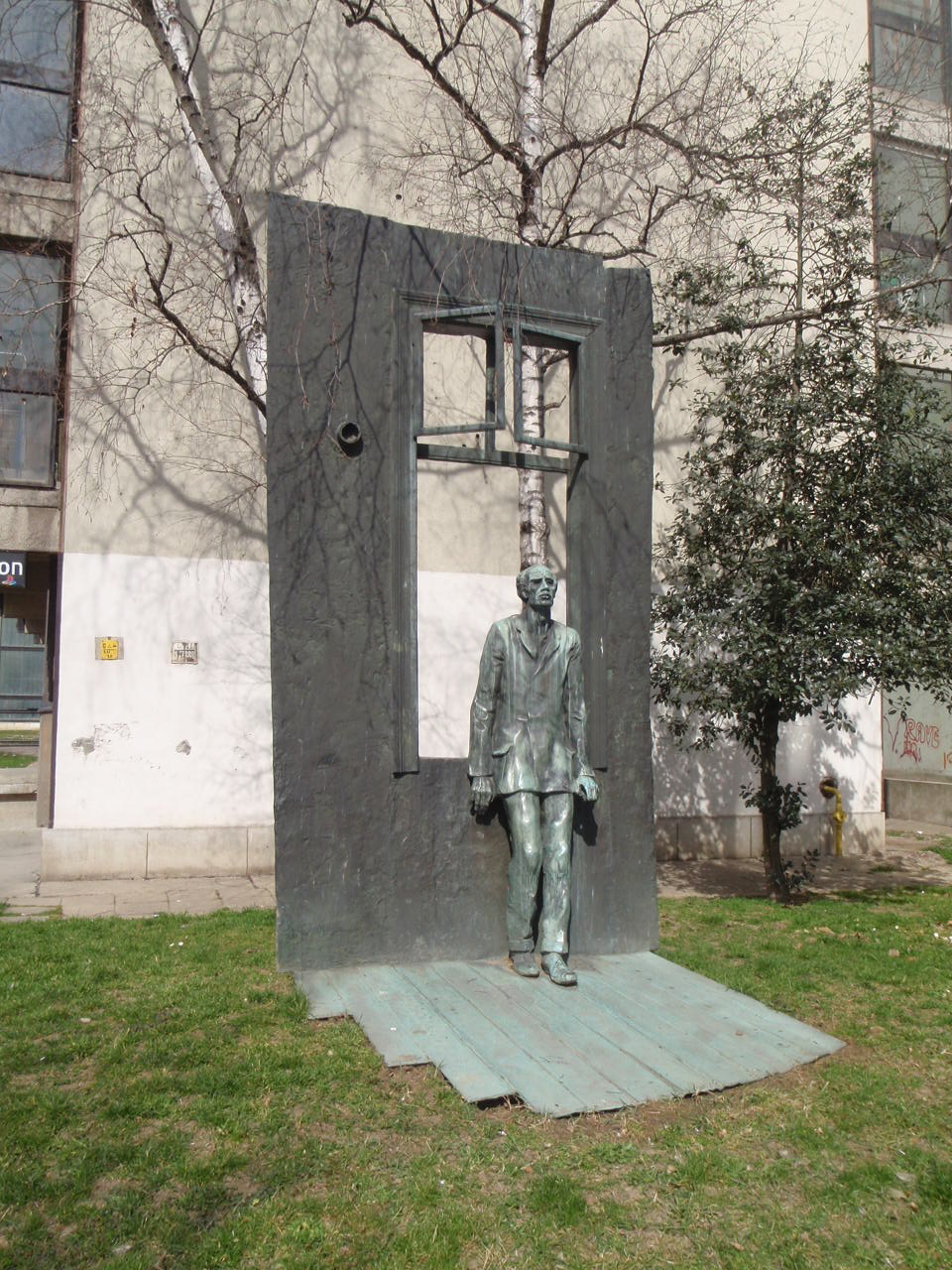
Derkovits Gyula szobra, Szombathely, 1977

Gimnáziumi tanulmányait Székesfehérváron, Budán és Szombathelyen végezte. 1937-ben középiskolás diákként csoportos kiállításon mutatták be festményeit és rajzait Párizsban. Ezután a Műegyetem áramlástechnikai tanszékén ösztöndíjasként tanult. A második világháború elején elvégezte a katonai akadémiát, majd repülőtisztként szolgált. A háború vége amerikai hadifogságban érte. 1948-ban Budapesten csak gyári munkás lehetett.
1950-ben felvették a Képzőművészeti Főiskolára, ahol mesterei Mikus Sándor és Pátzay Pál szobrászművészek voltak. Az I. Országos Képzőművészeti Kiállításon (Budapest, Műcsarnok) bemutatták „Vasmunkás” című szobrát.
Négy évvel később az V. Magyar Képzőművészeti Kiállításon szerepelt művével („Parasztlány”), majd egy évvel később a Fiatal Képzőművészek és Iparművészek Kiállításán (Budapest, Ernst Múzeum) négy szoborral szerepelt. 1956-ban „Magvető” című szobrával diplomázott kitüntetéssel a főiskolán (ez a szobor később a budapesti Mezőgazdasági Kiállításon szerepelt, majd a lajosmizsei Falumúzeum kertjében állították fel).
1956-ban szilenciummal büntették, mert a forradalom idején géppisztolyt viselt.
1957-ben a Tavaszi Tárlaton „Fiú akt” és „Női portré” című alkotásaival szerepelt, majd két évvel később a VII. Magyar Képzőművészeti Kiállításon három művét mutatták be: a „Zenét hallgató nő” címűt utóbb a budapesti Fővárosi Művelődési Házban (XI. kerület, Fehérvári út) állították fel. Az 1950-es évek végén több szobrát állították fel köztéren: „Mackók/Medvék” (Gyöngyös), „Galambok/Madaras kő” (Hegyeshalom), „Úszó nő/Lebegő nő” (Hajdúszoboszló), „Ülő lány” (Budapest, Dániel út).
1960-ban díjat nyert az első Marx–Engels-emlékműpályázaton, majd „Napozó nő” kútfiguráját felállították a hódmezővásárhelyi Tüdőgondozó Intézet kertjében. 1962-ben a IX. Magyar Képzőművészeti Kiállításon szerepelt műveivel. 1969-ben Munkácsy Mihály-díjat kapott, majd 2 évvel később a III. Országos Kisplasztikai Biennálén Pécsett a Művészeti Alap különdíját nyerte el.
1973-ban Kossuth-díjat kapott. Két évvel később Érdemes művész címmel tüntették ki. 1977-ben a Kulturális Minisztérium nívódíját kapta meg az 1976-ban felavatott köztéri műveiért (Pro Arte Budapest). Két év múlva kiváló művész lett.
1980-tól a rendszerváltásig országgyűlési képviselő volt. A Hazafias Népfront alelnöke, a Fészek Művészklub elnöke is volt. 1980-ban megbízást kapott Aczél Györgytől, hogy készítsen mellszobrot Kádár Jánosról, a mű el is készült, de röviddel halála előtt állítólag a politikus megkérte a művészt, hogy semmisítse meg az alkotást.
1982-ben Herder-díjat kapott. 1983-tól a Német Akadémia tagja volt, valamint a Magyar Népköztársaság Zászlórendjével tüntették ki. Ez évtől működik állandó kiállítása az óbudai Laktanya utcában. 1984-ben SZOT-díjat kapott. Egy évre rá Siófok díszpolgára lett. 1989-ben a Francia Köztársaság Ordre des Arts et des Lettres érdemrendjének parancsnoki jelvényével tüntették ki, és megkapta az Olasz Köztársaság érdemrendjének (Ordine al Merito) tisztikeresztjét, valamint a Lengyel Kultúráért kitüntetést. Hajdúböszörmény díszpolgári címmel tüntette ki. 1991-től volt az Európai Akadémia tagja. 2003-ban az Egyesült Királyság-beli Portrészobrászok Társasága (Society of Portrait Sculptors) kitüntette a társaság legrangosabb emlékérmével, a Jean Masson Davidson díjjal.
Világszerte több mint háromszáz köztéri szobra áll.

## Kiállítások

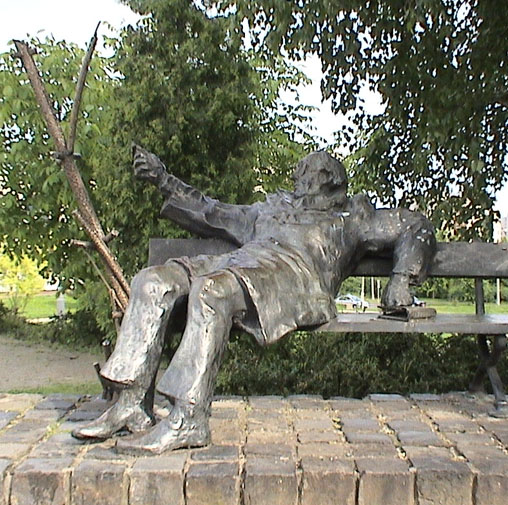
Szabó Lőrinc szobra Miskolcon, az Avasi Gimnázium előtt

### Egyéni kiállítások
- 1967 • Dorottya u. Galéria, Budapest
- 1972 • Tihanyi Múzeum, Tihany
- 1974 • Zacheta, Varsó
- 1975 • Győr • Nyíregyháza
- 1976 • Műcsarnok, Budapest • Dunaújváros • Móra Ferenc Múzeum Képtára, Szeged • Siófok • Somogyi Képtár, Kaposvár
- 1981 • Népház, Tatabánya • Kiskunhalas • Galerie am Weidendamm, Berlin
- 1982 • Collegium Hungaricum, Bécs • Vigadó Galéria, Budapest
- 1983 • József Attila Múzeum, Makó • Béri-Balogh Ádám Múzeum, Szekszárd • Budapest, Laktanya u. (állandó kiállítás)
- 1984 • Könyvtár, Siófok • Paks • Bázel • XLI. velencei biennálé, Velence (Olaszország)
- 1985 • Bad Kissingen • Hamburg
- 1986 • Bécs • Párizs
- 1988 • Veszprémi Galéria, Veszprém • Miskolci Galéria, Miskolc
- 1993 • Koller Galéria, Budapest [Kárpáti Évával]
- 1996 • Kálmán Imre Múzeum, Siófok
- 1999 • Koller Galéria, Budapest

### Válogatott csoportos kiállítások

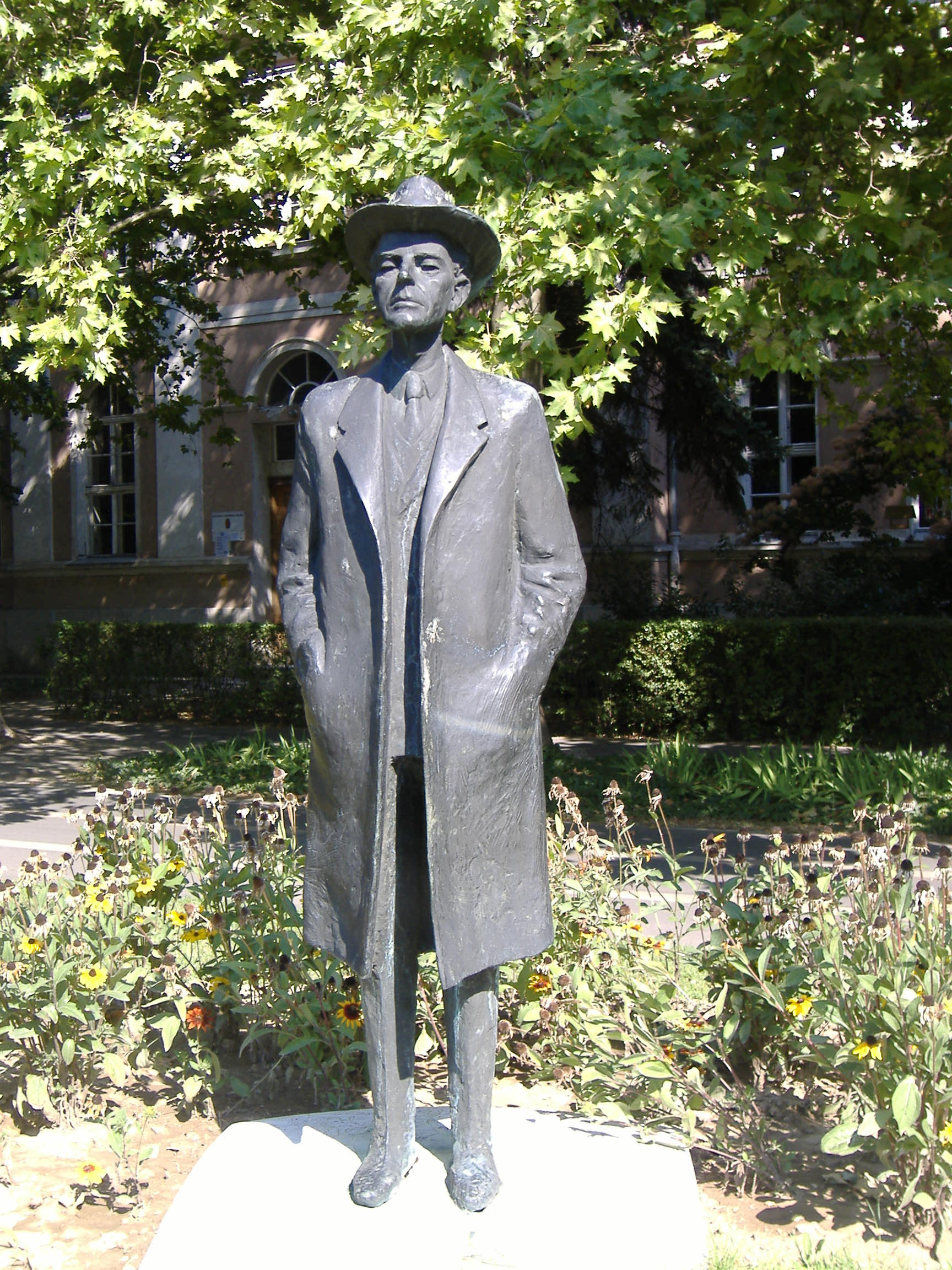
Bartók Béla-szobor, Makó, 1981

- 1950, 1954 • 1., 5. Magyar Képzőművészeti kiállítás, Műcsarnok, Budapest
- 1957 • Tavaszi Tárlat, Műcsarnok, Budapest
- 1967 • I. Országos Kisplasztikai Biennálé, Pécs
- 1970 • IV. Európai Plasztikai Biennálé, Musée Rodin, Párizs • Mai magyar művészet, Würzburg
- 1971 • Mai magyar művészet, Párizs • Zágráb [Kondor Bélával, Ország Lilivel] • Magyar grafika és kisplasztika, Nápoly • Új művek, Műcsarnok, Budapest • I. Nemzetközi Kisplasztikai Biennálé, Műcsarnok, Budapest
- 1972 • Mai magyar művészet, Koppenhága • Mai magyar szobrászat, Moszkva
- 1973 • Mai magyar művészet, Belgrád
- 1974 • Mai magyar művészet, Bécs
- 1976 • XXXVII. velencei biennálé, Velence
- 1980 • XXXIX. velencei biennálé, Velence • Művészet és társadalom, Műcsarnok, Budapest
- 1984 • Kunstmesse, Bázel
- 2001 • Szobrászaton innen és túl, Műcsarnok, Budapest.

## Fontosabb művei

### Raoul Wallenberg-emlékmű (1987)

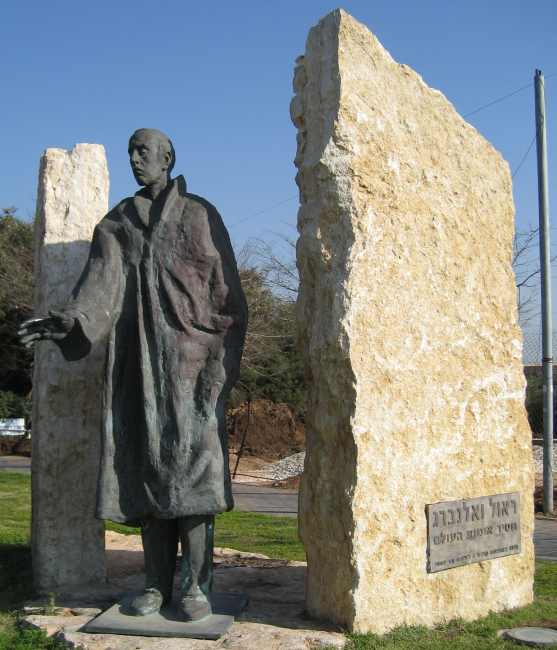
Raoul Wallenberg emlékművének változata, (Tel-Aviv, Izrael)

A budapesti Szilágyi Erzsébet fasor melletti kis parkban felállított Raoul Wallenberg-szobrát a holokauszttúlélő, Magyarországról emigrált, majd az 1980-as években Magyarországra akkreditált amerikai nagykövet, Nicolas M. Salgo magánmegbízására készítette. A hely kiválasztása véletlenszerű is lehetett, mindenesetre Wallenberg 1945-ben történt eltűnése köthető a helyszínhez. Varga Imre Wallenberg gránit-bronz szobrát a Wallenberg család által adományozott és Svédországban kiválasztott gránittömbből formálta meg. A szobor felállítása, alkotója nyilatkozata szerint kettős tiszteletadás a részéről, egyfelől Wallenberg felé, másrészről mestere, Pátzay Pál felé is, akinek első, Wallenberg emlékére adományokból készült, 1948-ban Budapesten felavatott szobrát közvetlenül a felavatás utáni napon eltávolították, és csak több évvel később tűnt fel a debreceni gyógyszergyár előtt. Varga Imre Wallenberg-szobrának 1987-es felállítása és a pár nappal későbbi hivatalos felavatása között, a The New York Times által leközölt cikkben feltételeztek a szoboravatás miatt egy esetleges későbbi diplomáciai feszültséget is Moszkva és Budapest között, ami végül nem jött létre.

### A Kun Béla-emlékmű (1986)

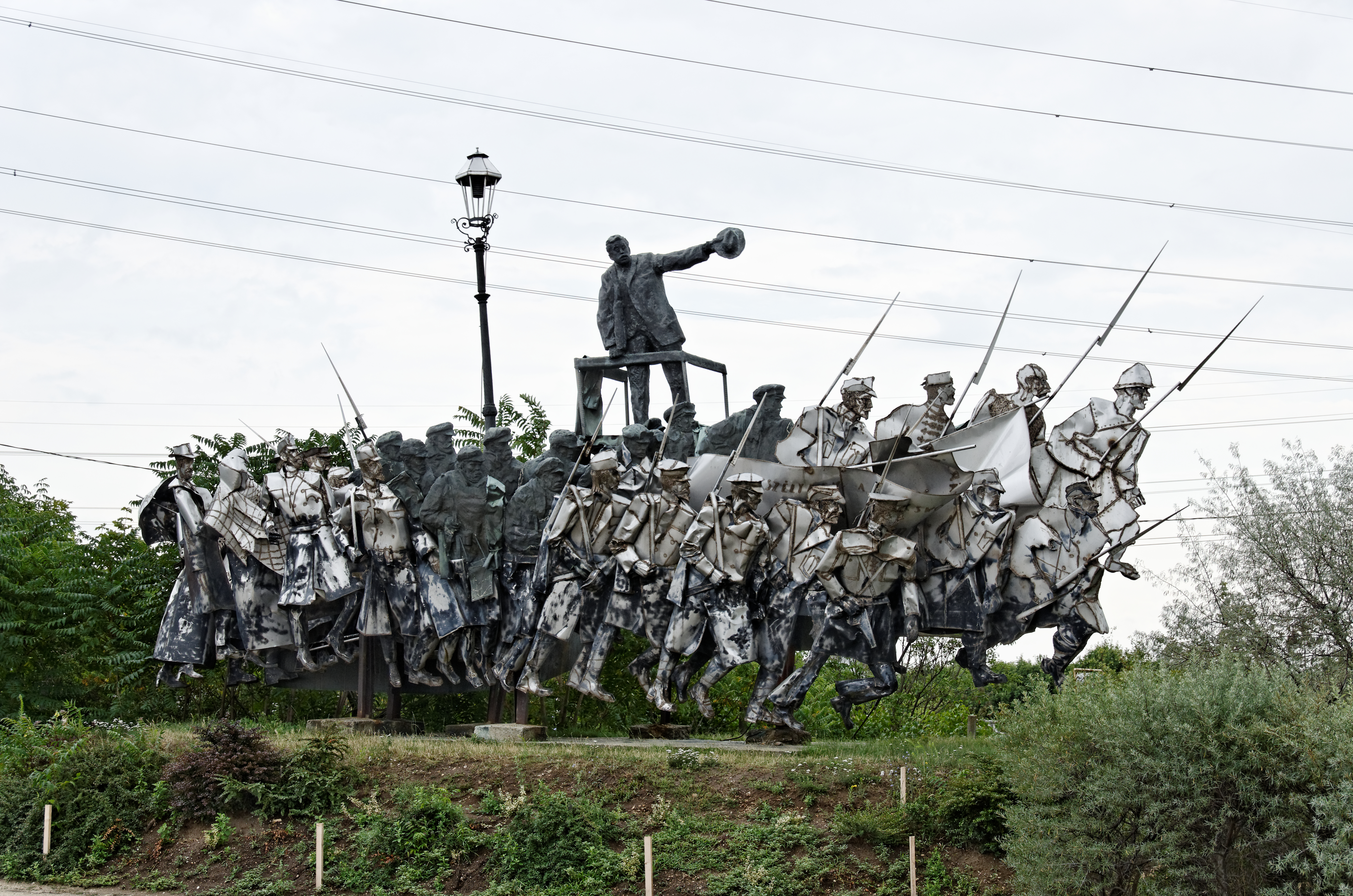
A Kun Béla-emlékmű a Memento Parkban

1986-ban ünnepelte a munkásmozgalom Kun Béla, az 1919-es Magyarországi Tanácsköztársaság vezetője születésének 100. évfordulóját. Az MSZMP KB Agitációs és Propaganda Bizottsága a Párttörténeti Intézet javaslatára erre a kitüntetett alkalomra emlékmű felállítását határozta el még 1981-ben.

A szoborkompozíció hosszas viták eredményeként, végül is a Vérmező nyugati, a Moszkva térhez (a mai Széll Kálmán térhez) legközelebb eső sarkában kapott helyet; a rendszerváltás időszaka (1991) óta pedig a Szoborpark Múzeumban látható.
Varga Imre szerint az eltávolításra szavazók nem értették meg igazán a szobor mondanivalóját. „Kun Béla csak egyike az emlékmű szereplőinek, a lámpaoszlop mellett állva, kezében a kalapjával búcsúzik az eszméktől. Elöl az a négy ukrán tiszt, akiket ki akart végeztetni. A felvonulás jobb oldalán Uitz Béla és Derkovits Gyula figurája áll, a bal oldalon Károlyi Mihály, esernyőt tartva a felesége és a gyereke fölé. Történelmi pannó arról, hogy 1919-ben ez volt a helyzet.” – nyilatkozta a művész 2013-ban.

### Károlyi Mihály-emlékmű (1975)

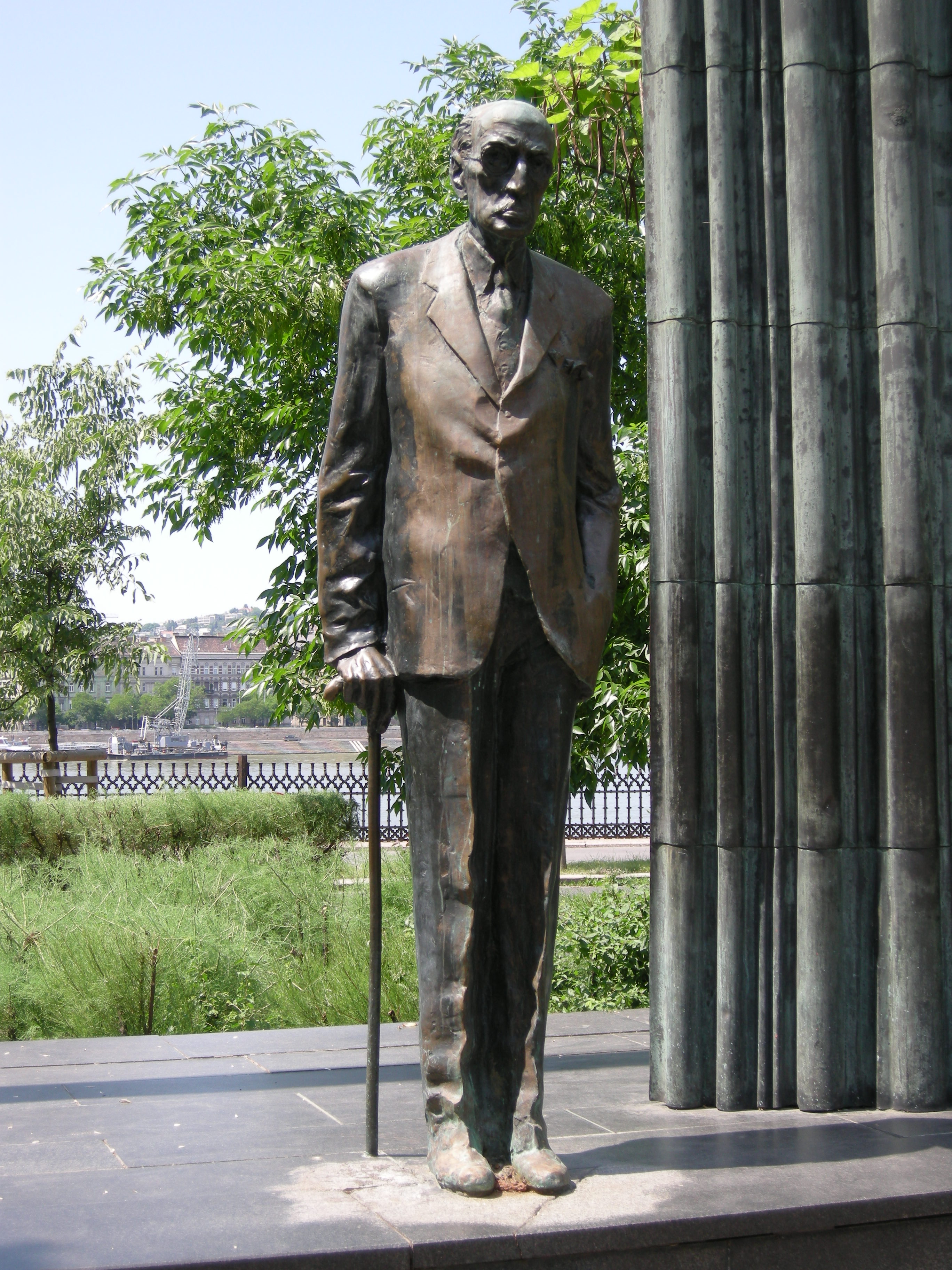
A Károlyi Mihály-emlékmű

Hasonlóképpen nagy vitákat váltott ki Károlyi Mihály Varga által történt megformálása is. A mű megrendelésének idején, az 1970-es évek derekán az MSZMP KB-ban azt szerették volna, ha a művész fiatal, erőteljes emberként ábrázolja a politikust; ehelyett az elkészült alkotás egy, a konfliktusok által megtört, illúziók nélküli figurát mutat, a fölébe tornyosuló, szinte ráomló neogótikus ívek alatt. A szobor sokáig a budapesti Kossuth tér északi részén kialakított kis parkban állt, ahonnan 2013-ban eltávolították, majd alkotója szülővárosában, Siófokon állították fel újra.

### Köztéri művek Magyarországon a felavatás időrendjében

#### 1950-es évek
- Mackók (kő, 1958, Gyöngyös)[10]
- Galambok (kő, 1958, Hegyeshalom)
- Fortuna-cégér (bronz, 1958, Budapest, Hess András tér)

#### 1960-as évek
- Zenét hallgató nő (kő, 1960, Budapest, Dániel úti SZOT Üdülő)
- Napozó nő (bronz, 1961, Hódmezővásárhely, TBC Gondozó Intézet)
- Úszó nő (bronz, 1962, Hajdúszoboszló)
- Fekvő fiú (bronz, 1963, Tihany)
- Heverő női akt (bronz, 1964, Debrecen, Kossuth L. Tudományegyetem)
- Gondolkodó fiú (bronz, 1964, Budapest)
- József Attila (bronz, 1964, Szeged, JATE)
- Kétalakos kompozíció (mészkő, 1964, Nagybátony)
- Magvető (alumínium, 1964, Budapest, Mezőgazdasági Kiállítás, áthelyezve 1973-ban Lajosmizsére)
- Páva (krómacél, hegesztett réz, 1965, Rajka)
- Kígyókirály (réz, 1965, Győr)
- Ady Endre-mellszobor (ruskicai márvány, 1966, Ráckeve, Ady Endre Gimnázium)
- Korvin Ottó-mellszobor (bronz, 1966, Budapest)
- rácskompozíció (beton, 1967, Budapest, Amerikai úti KISZ-iskola)
- Három párka (márvány, 1967, Tihany)
- Három párka (alumínium, 1967, Székesfehérvár)
- Fémdomborítás (1967, Balatonarács)
- Madách (bronz, 1969, Salgótarján)
- Táncsics (bronz, 1969, Budapest, Budai Vár)
- Veres Pálné-emléktábla (márvány, bronz, 1969, Budapest)

#### 1970-es évek

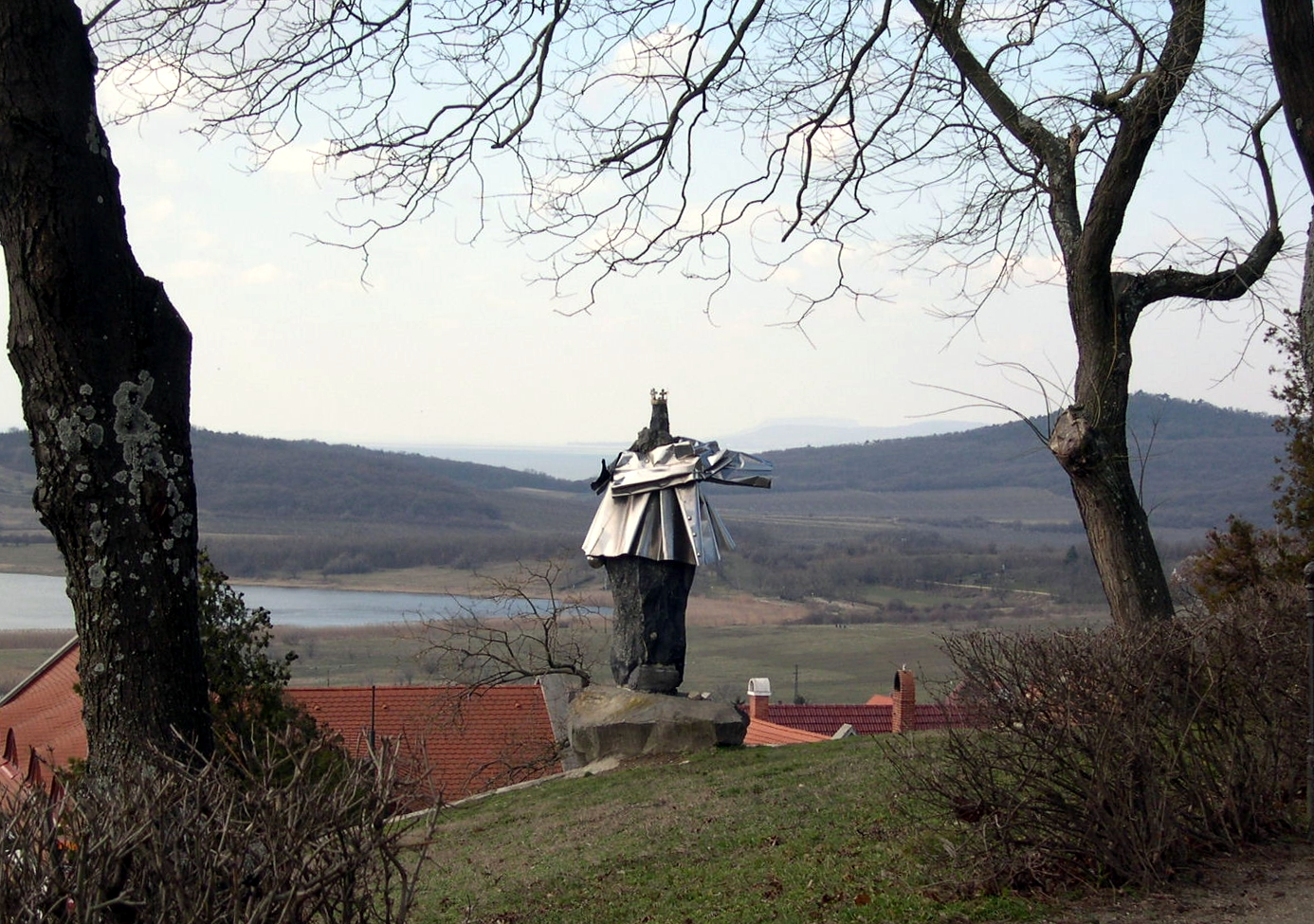
Az Alapító című szobor Tihanyban

- Radnóti (bronz, 1970, Mohács, Salgótarján)
- Partizán (beton, bronz, 1971, Budapest, Újpest)
- Város (bronz, beton, 1971, Salgótarján)
- Professzor (bronz, 1971, Debrecen)
- Jégzajlás-dombormű (krómacél, poliészter, üveg, 1971, Kisköre, Vízlépcső gépterme)
- József Attila-mellszobor (bronz, 1971, Budapest)
- Rajk László-dombormű (bronz, 1971, Budapest, Rajk László u.)
- Az alapító (bazalt, aranyozott krómacél, 1972, Tihany, Apátság)
- Zeusz (homokkő, 1972, Budapest, Budaörsi u.)
- Magvető (1973, Lajosmizse), Nagy István-portré (bronz, 1973, Baja)
- Lenin-emlékmű (bronz, 1974, Mohács, 1990 után lebontva)
- Anya és lánya (bronz, 1974, Vác)
- Czóbel Béla-mellszobor (bronz, 1975, Szentendre, Czóbel Béla Múzeum)
- Múló idő (bronz, 1975, Siófok)
- Kulich Gyula-emlékmű (bronz, rézlemez, 1975, Békéscsaba)

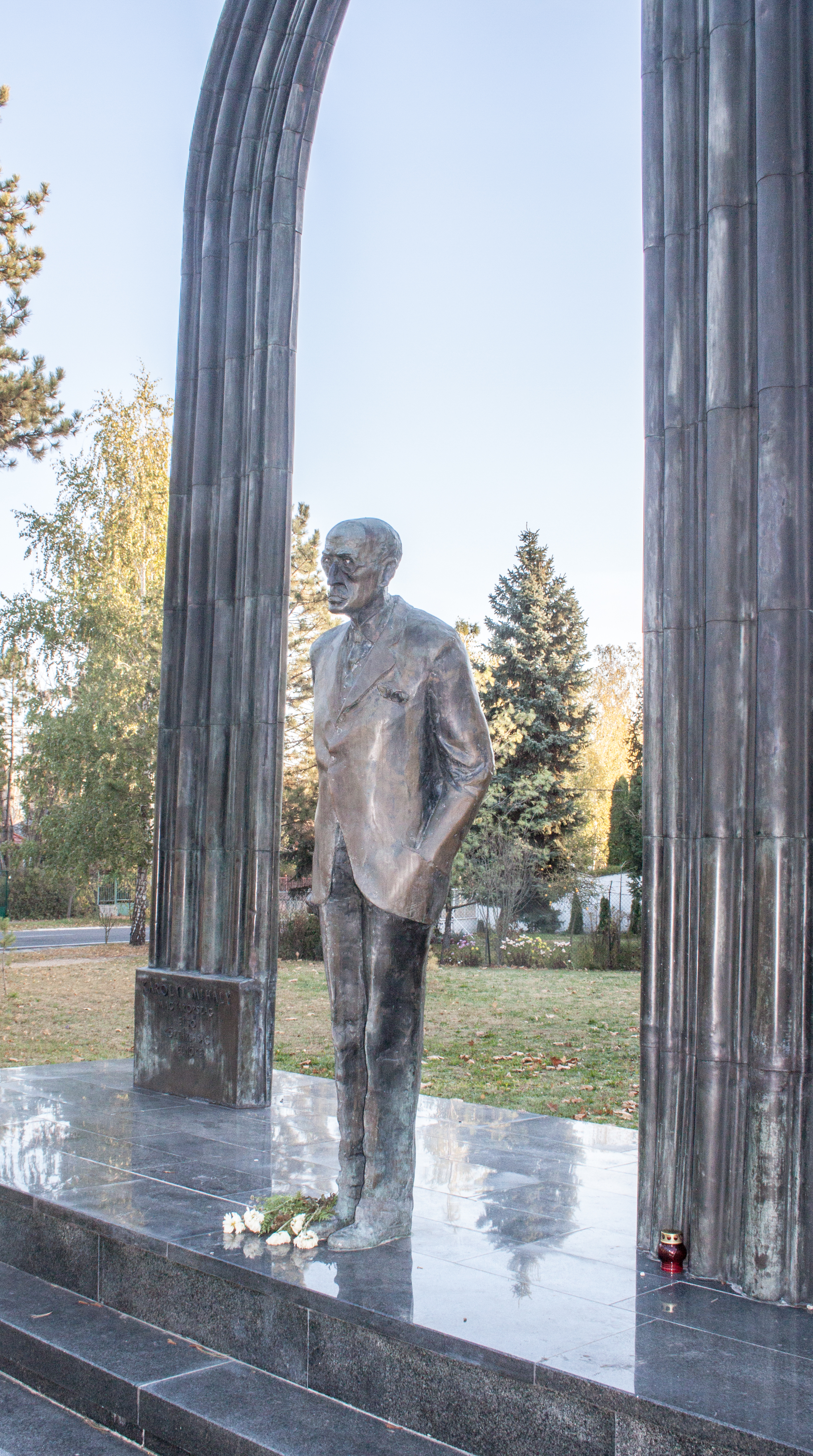
Az áthelyezett Károlyi Mihály-szobor Siófok-Széplakon

- Károlyi Mihály-emlékmű (bronz, 1975, Budapest, Kossuth L. tér; 2013-ban áthelyezve Siófokra)
- Emlék felszabadulásunk 30. évfordulójára (beton, ólom, réz, 1975, Kaposvár)
- Felszabadulási emlékmű (bronz, beton, 1975, Diósjenő)
- Táncosok (bronz, márvány, 1975, Harkány)
- Vas István (bronz, 1975, Budapest)
- Munkás (bronz, 1976, Százhalombatta)
- Kodály Zoltán (bronz, 1976, Pécs, Sétatér)
- Pallasz Athéné (hegesztett krómacél, kő, 1976, Budapest, Atheneum Nyomda)
- Egy stewardess síremléke (bronz, 1976, Budapest)
- Balázs Béla (bronz, 1976, Szeged)
- Derkovits (bronz, 1977, Szombathely)
- Az élet őrzői (bronz, 1977, Szombathely)
- Czóbel Béla (bronz, 1977, Szentendre)
- Ady-dombormű (bronz, 1977, Budapest V. ker., Veres Pálné u.)
- Munkás (krómacél, 1977, Budapest, Kőbánya)
- Szőnyi István-mellszobor (bronz, 1977, Budapest V. ker., Markó u.)
- Darvas József-síremlék (krómacél, kő, 1977, Budapest, Kerepesi temető)
- Sárkányrepülő Ikarusz (krómacél, bazalt, 1978, Győr)
- Prométheusz (krómacél, bazalt, 1978, Szekszárd, Városközp.)
- Móricz Zsigmond (bronz, 1979, Tiszacsécse)
- Déry Tibor-síremlék (krómacél, 1979, Budapest, Farkasréti temető)

#### 1980-as évek

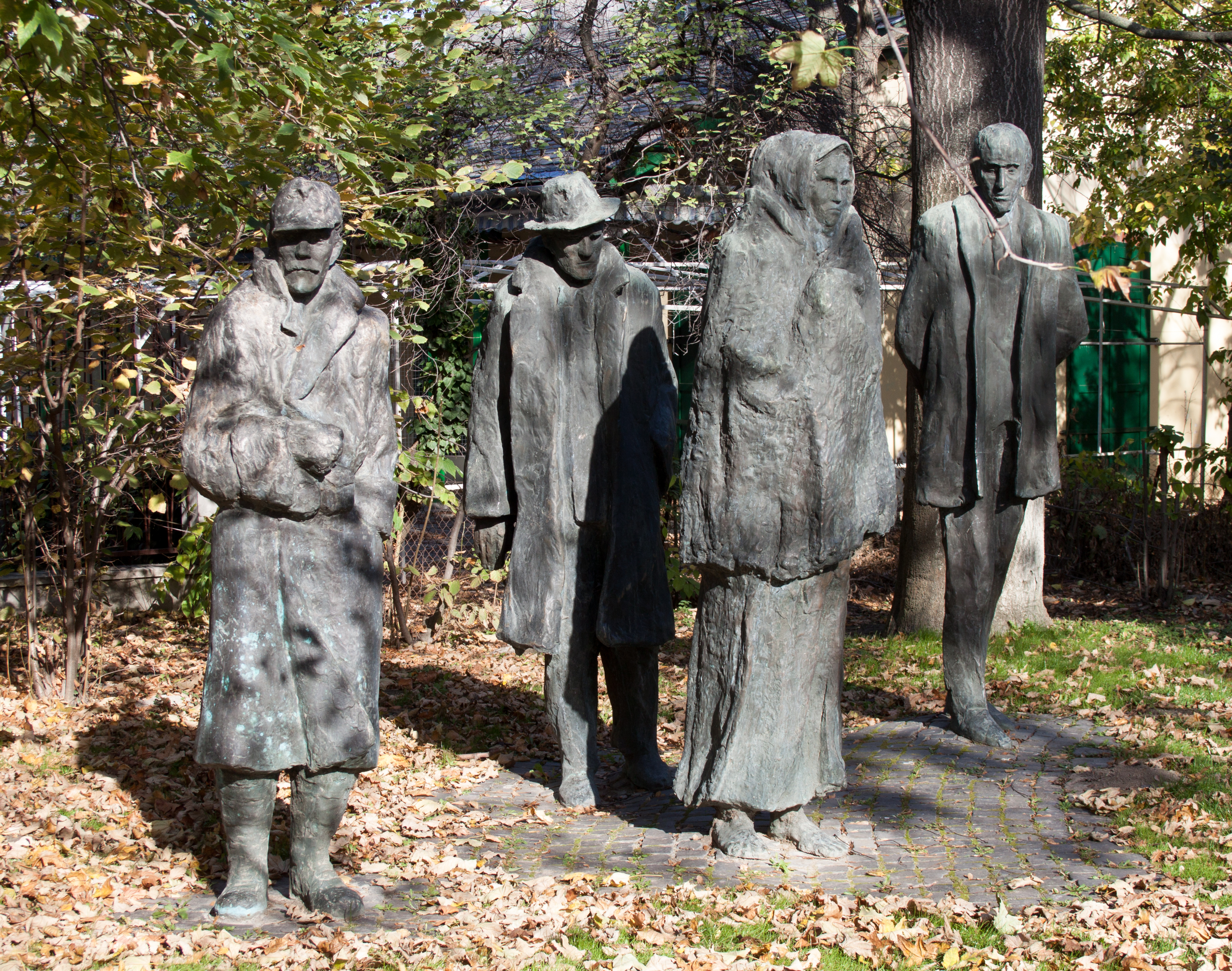
A kaposvári Mártírok-emlékmű megmaradt darabjai Siófokon

- Liszt Ferenc-mellszobor (bronz, 1980, Mecseknádasd)
- Hatvany Lajos-portré (bronz, 1980, Hatvan)
- Veres Péter-mellszobor (bronz, 1980, Debrecen)
- József Attila-portré (bronz, 1980, Makó)
- Bartók-Kodály-szobor (bronz, 1980, Dunaújváros)
- Orpheusz és Euridiké (bronz, krómacél, 1980, Tatabánya, Népház)
- Csodaszarvasok, Mária, a magyarok nagyasszonya, Szent István (vörösrézdomborítás, vörösréz és aranyfüstlemez, bronz, krómacél, (1980, Róma, Magyarok Nagyasszonya-kápolna a Szent Péter-bazilika altemplomában)
- Várkonyi Zoltán-síremlék (1980, Budapest, Farkasréti temető)
- Básti Lajos-síremlék (krómacél, 1980, Budapest, Farkasréti temető)
- Homlokzatdíszítő plasztika (fa, 1981, Makó, József Attila Múzeum)
- Bartók Béla-szobor (bronz, 1981, Budapest, Bartók Emlékház kertje, Makó)
- Lenin (bronz, 1982, Gödöllő, 1990 után lebontva)
- Orbán László-dombormű (bronz, márvány, 1982, Verőcemaros)
- Honthy Hanna-síremlék (krómacél, 1982, Budapest, Farkasréti temető)
- Kodály (bronz, 1982, Budapest, Vár, Európa-park)
- Madarak (krómacél, vas, 1982, Budapest)
- Liszt Ferenc (krómacél, hegesztett réz, 1983, Pécs, Püspöki Palota)
- Borárus (bronz, 1983, Budapest, Boráros tér)
- Ivócsanak-parafrázis (hegesztett réz, 1983, Budapest, Boráros tér)
- Nagy Lajos (bronz, 1983, Apostag)
- Kondor Béla (bronz, 1983, Budapest, Havanna úti lakótelep)
- Lenin (bronz, 1983, Vác, 1990 után lebontva)
- Czóbel Béla-mellszobor (bronz, 1983, Budapest V. ker., Október 6. u.)
- Várkonyi Zoltán-portré (bronz, 1984, Budapest, Vígszínház)
- Professzorok (bronz, 1984, Debrecen, DOTE)

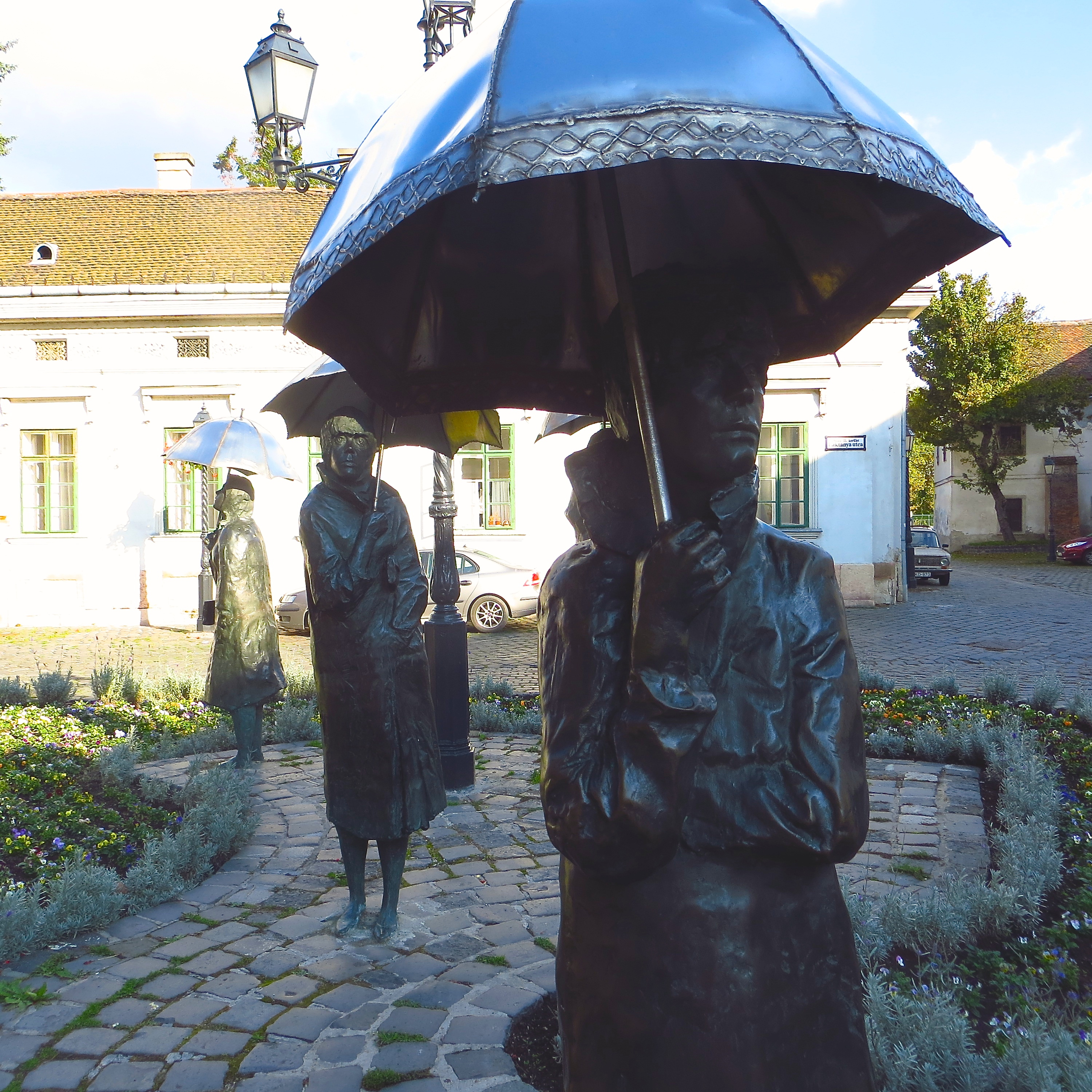
Várakozók (Budapest, Óbuda)

- Mártíremlékmű (bronz, 1985, Kaposvár, 1990-ben lebontva, részlete újra felállítva: 1996, Siófok)
- Lukács György (bronz, 1985, Budapest, Szent István park)
- Szent Erzsébet és Lajos-lovasszobor (bronz, 1985, Sárospatak)
- Madarak (krómacél, 1986, Budapest, Fővárosi Hulladékhasznosító Művek)
- Várakozók (bronz, 1986, Budapest, Óbuda)
- 1919 emléke (Kun Béla-emlékmű) (krómacél, bronz, 1986, Budapest, Vérmező, 1990 után lebontva, újra felállítva a nagytétényi Szoborparkban)
- Raoul Wallenberg (bronz, gránit, 1987, Budapest, Szilágyi Erzsébet fasor)
- Olof Palme-emlékplasztika (mészkő, gránit, 1987, Budapest, Olof Palme sétány)
- Vénusz születése (bronz, krómacél, 1988, Siófok, Városközpont)
- Szabó Lőrinc (bronz, krómacél, 1988, Miskolc, Avas lakótelep, a majdnem Szabóról elnevezett Avasi Gimnázium előtt)

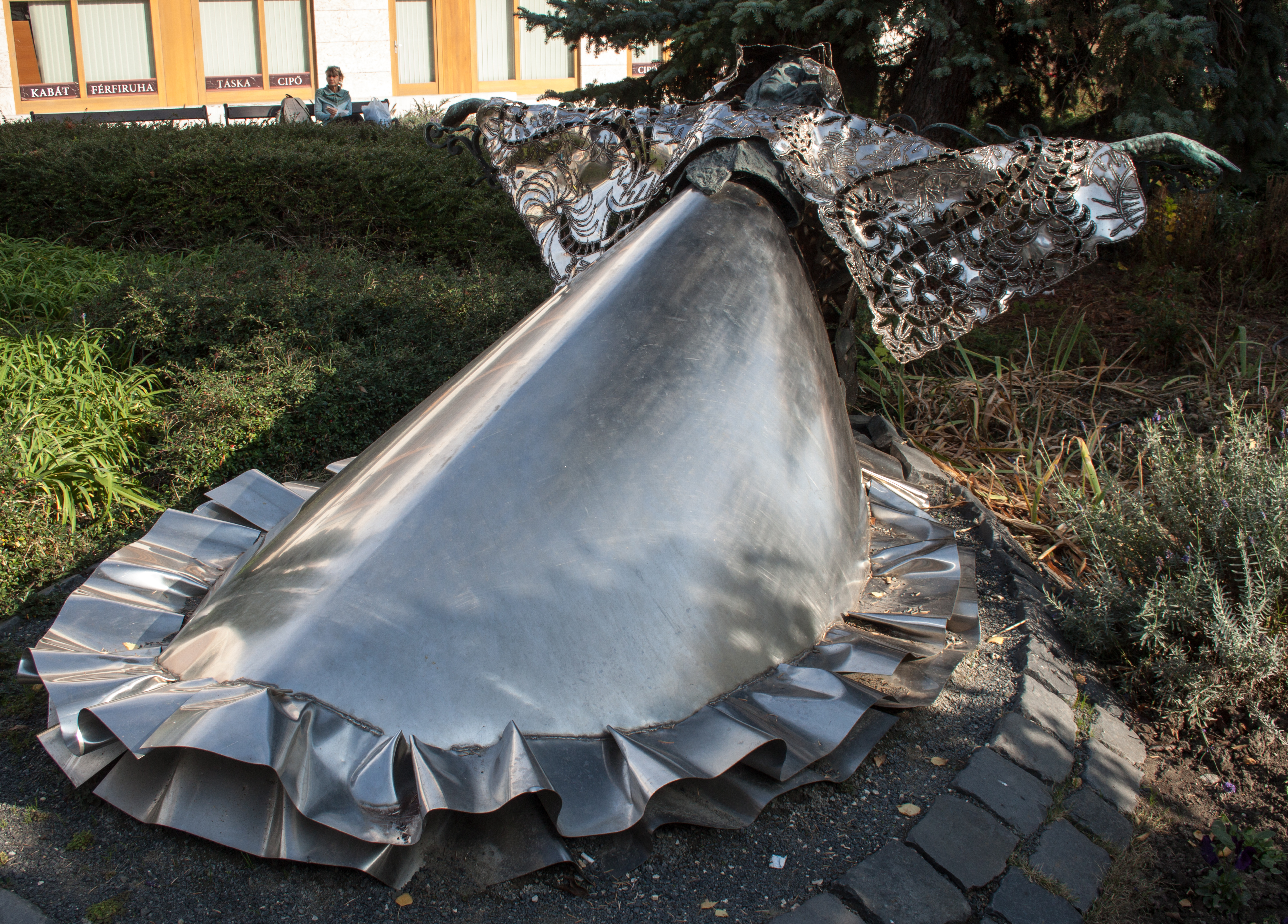
La Charogne – Siófok

- La Charogne (kovácsoltvas, krómacél, 1989, Mezőberény)

#### 1990-es évek
- Mártíremlékmű (krómacél, 1990, Budapest, Dohány utcai zsinagóga)
- II. világháborús emlékmű (1990, Zagyvarékas)
- Szent Flórián (bronz, krómacél, 1991, Siófok)
- II. világháborús emlékmű (bronz, krómacél, 1991, Hajdúböszörmény)
- Kálmán György-síremlék (1991, Budapest, Farkasréti temető)
- II. világháborús emlékmű (Jákob harca az angyallal) (bronz, krómacél, 1992, Hajdúdorog)
- Szent László-portré (bronz, 1992, Szabolcs)
- Szűz Mária Világkirálynője (bronz, rézlemez, 1993, Zalabaksa, római katolikus templom)
- Erkel Ferenc-dombormű (bronz, 1993, Budapest, Diana utca)
- Arany János és tanártársai (bronz, 1996, Nagykőrös)
- Bor-Kalán nemzetségfő (bronz, 1996, Nagykőrös)
- Kálmán Imre (bronz, krómacél, márvány, 1997, Siófok)

#### 2000-es évek
- Magyar szentek portréi (bronz, 2000, Budapest XI. ker., kelenföldi Szent Gellért-templom, kerengő)
- Szent Gellért püspök mártíromsága (bronz, krómacél, üveg, 2000, Budapest XI. ker., kelenföldi Szent Gellért-templom)
- Szilveszter pápa (bronz, 2001, Budapest XI. ker., kelenföldi Szent-Gellért templom)
- Pietà (márvány, 2004, Budapest XI. ker., kelenföldi Szent Gellért-templom, altemplom)
- Dávid (bronz, krómacél, 2006, Hajdúböszörmény, Losonczy Géza park)
- II. Lajos és a mohácsi csata emlékműve (bronz, krómacél, 2006, Mohács, Széchenyi tér)
- Arthur Koestler (bronz, márvány, 2009, Budapest, Lövölde tér)
- Radnóti (bronz, fa, 2009, Budapest, Nagymező utca)[11]

#### 2010-es évek
- Schwajda György (2015, Budapest, Nemzeti Színház parkja)
- Koszorús Ferenc (2015, Budapest, A budai vár)

### Köztéri művek külföldön a felavatás időrendjében

#### 1989-ig
- Vasrács (1965 Auschwitzi koncentrációs tábor, Magyar Emlékmúzeum)
- Kopernikusz (bronz, 1973, Varsó)
- Hősi emlékmű – 1944 (poliészter, 1974, Oslo)
- Szent István felajánlja a koronát Szűz Máriának (1975, Róma, Magyarok Nagyasszonya-kápolna a Szent Péter-bazilika altemplomában)
- Felszabadulási emlékmű (bronz, 1977, Áden, Jemen)
- Radnóti (bronz, 1979, Bor (Szerbia)
- Bartók (bronz, 1982, Párizs, square Bela Bartok)
- Sas és kígyó (krómacél, 1986, Bad-Neustadt)
- Radnóti-emlékmű (bronz, fa változat, 1988, Überlingen)

#### 1989-től

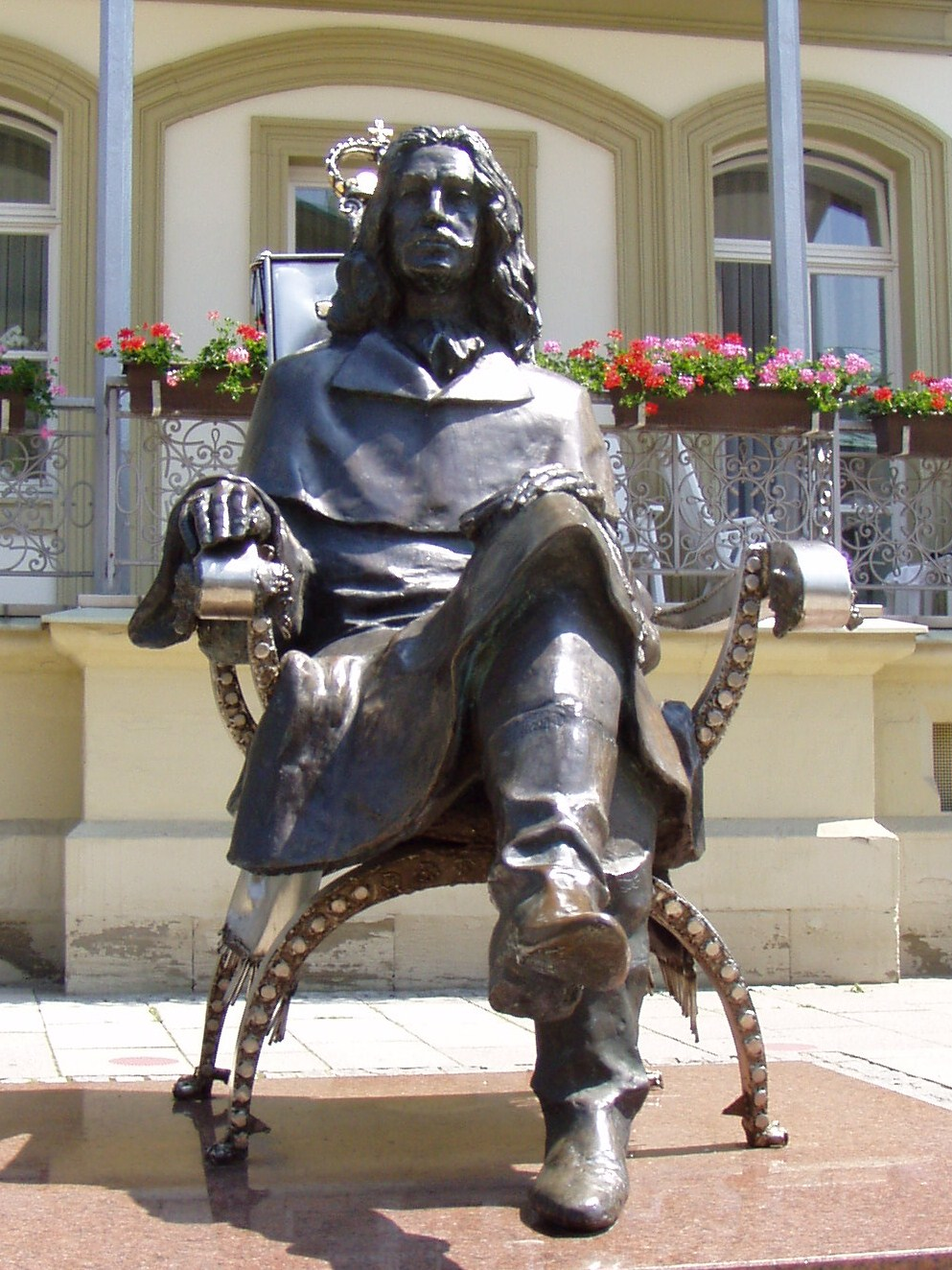
II. Rákóczi Ferenc
Kurhausstraße, Bad Kissingen, Németország

- II. Rákóczi Ferenc (bronz, gránit, 1991, Bad Kissingen)
- A menyasszony öltöztetése (bronz, krómacél, 1991, Bad Neustadt Kurparkklinik)
- Esernyős nők (bronz, kétalakos változat, 1992, Los Angeles)
- Szent István (bronz, 1993, Aachen, dóm)
- Zsuzsanna és a vének, Jákob harca az angyallal; Aranylevelű fa, Ezüst levelű fa, Csodálatos halászat, Madarak, Hajó és hullámok, Genezis, Apor Vilmos püspök emlékgobelinje (bronz, gobelinek, 1993, Bad Neustadt, Rhön klinika, Herz und Gefassklinik)
- Bartók Béla (bronz, 1995, Brüsszel)
- Mobil szobor vízzel (krómacél, 1996, Brückenau)
- Szent László-mellszobor (aranyozott bronz, 1996, Aachen)
- Elefánt (bronz, 1997, Gitzenweiler-Hof Lindau, Camping)
- Pénzváltó (bronz, krómacél, 1996, Bad Kissingen)
- Peter Heil-emlékkút (bronz, 1997, Bad Kissingen)
- Szent Ferenc hallgatja a madarakat (bronz, krómacél, 1999, Bad Kissingen)
- Bartók Béla (bronz, 2004, London, 2011-ben újraavatták[12])

### Művei közgyűjteményekben
- Antwerpen (Prométheusz)
- Fővárosi Képtár, Budapest
- Middelheim Szabadtéri Szobormúzeum (Professzor)
- Magyar Nemzeti Galéria, Budapest
- Szoborpark

## Fontosabb kitüntetései, díjai
- Munkácsy Mihály-díj (1969)
- Kossuth-díj (1973)
- Érdemes művész (1975)
- Kiváló művész (1979)
- Herder-díj (1982)
- SZOT-díj (1984)
- A Francia Köztársaság Művészeti és Irodalmi Rendje – lovagi fokozata (1989)
- Olasz Köztársasági Érdemrend lovagkeresztje (1989)
- Hazám-díj (2001)
- A Magyar Köztársasági Érdemrend középkeresztje – polgári tagozat (2003)
- Prima Primissima díj (2003)
- Budapest díszpolgára (2004)
- Gundel művészeti díj (2007)
- A Nemzet Művésze (2016)

## Galéria

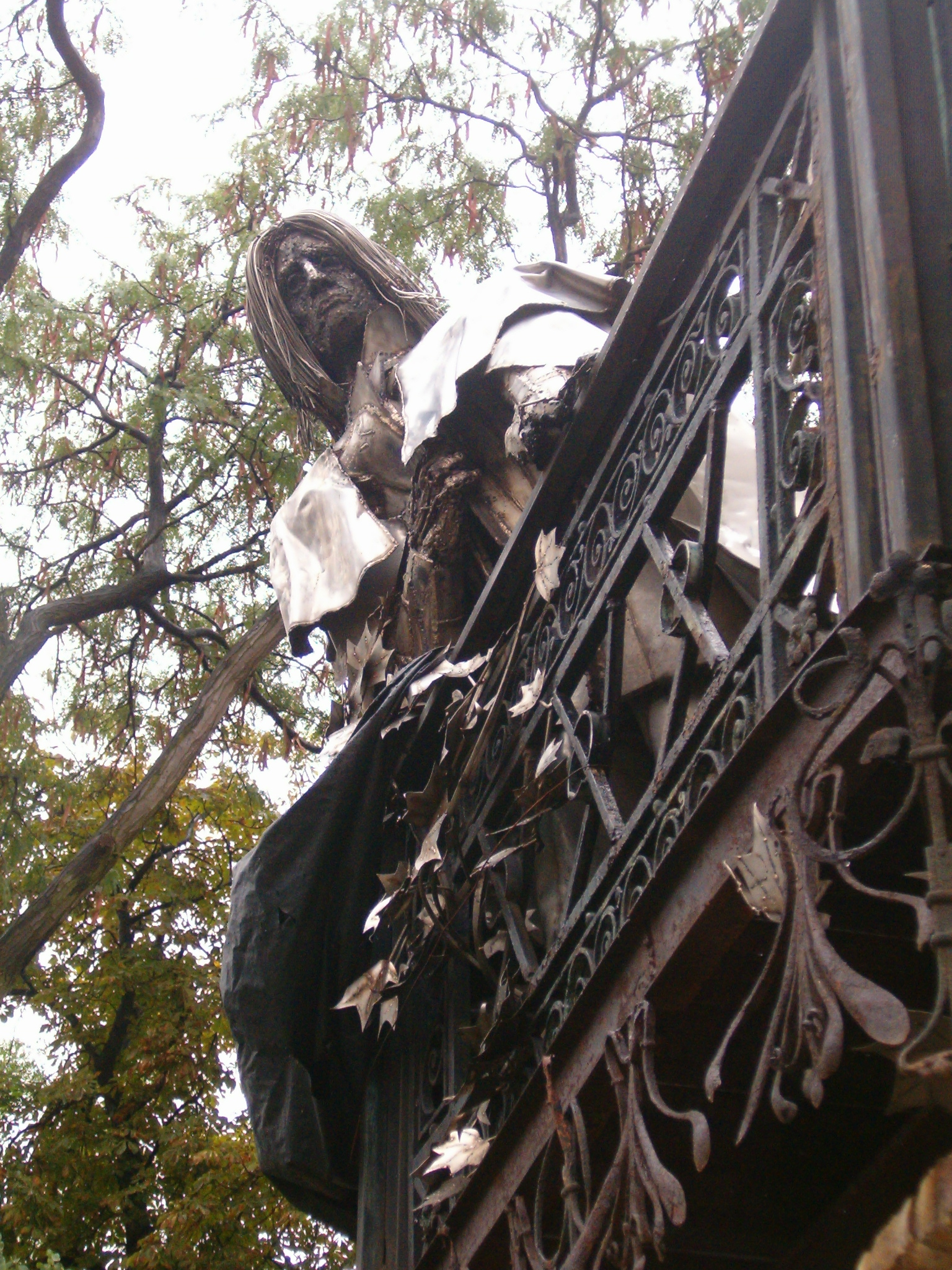
Liszt Ferenc Püspöki Palota, Pécs
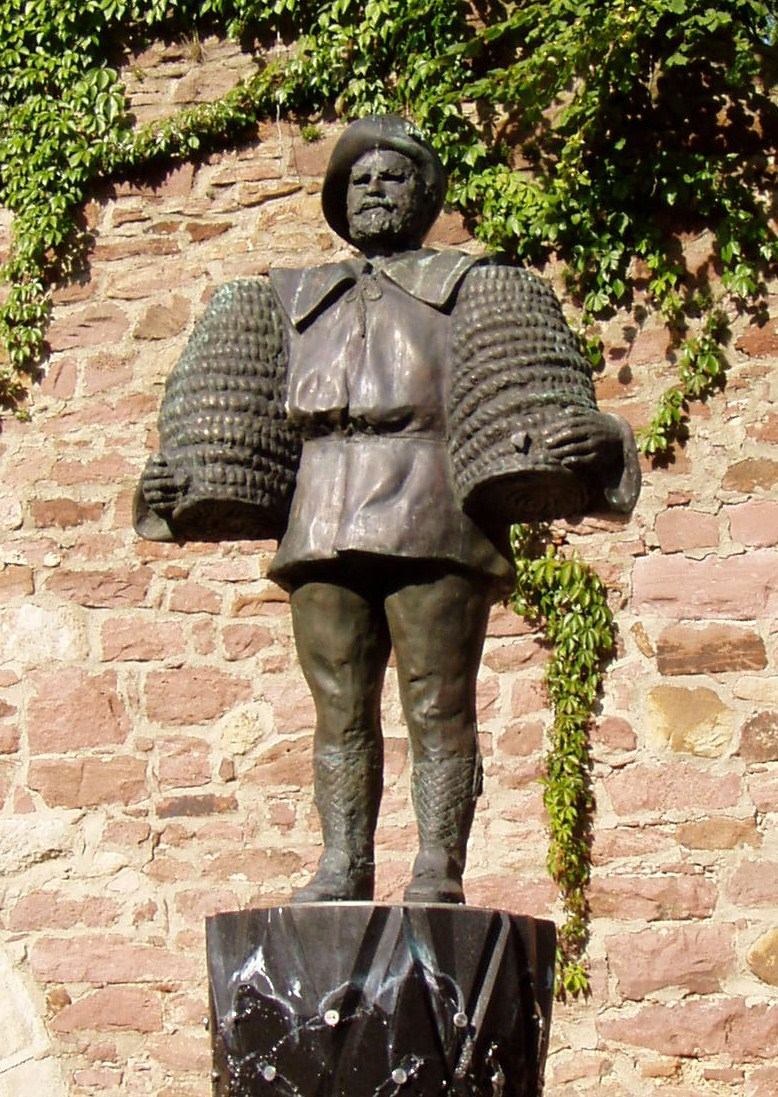
Peter Heil-emlékmű Eisenstädter Platz, Bad Kissingen
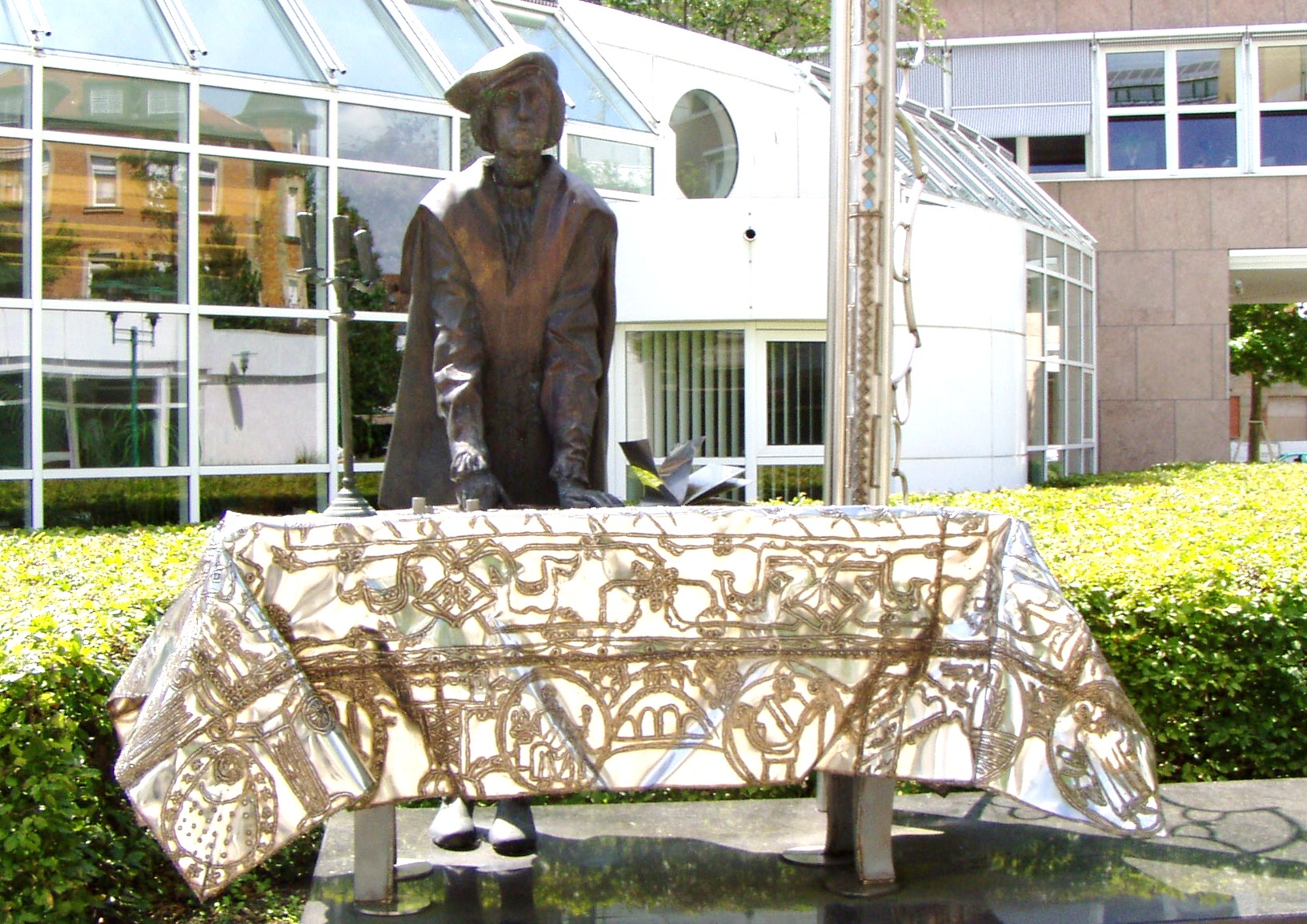
Pénzváltó Sparkassen-Passage, Bad Kissingen
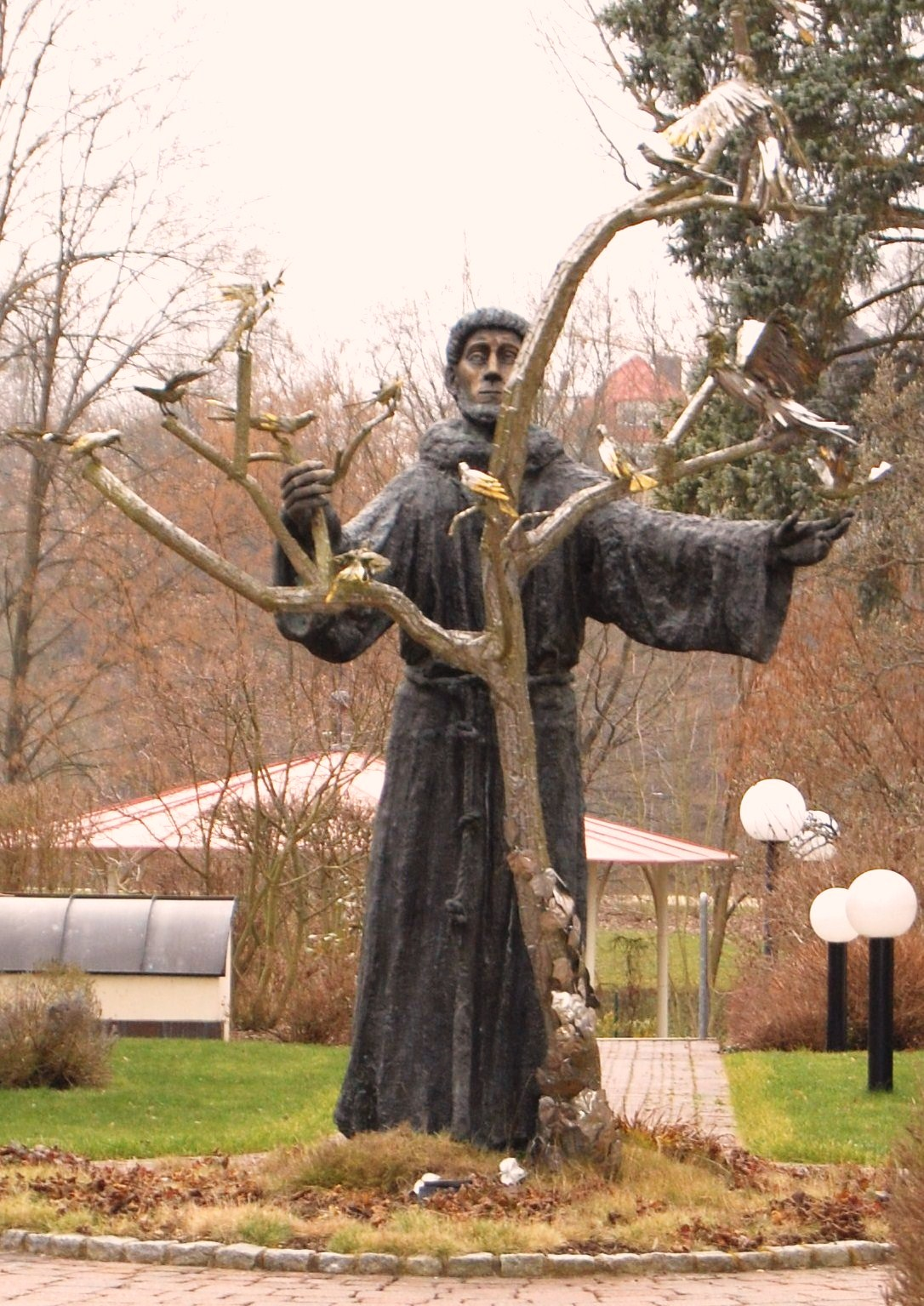
Assisi Szent Ferenc Maskottchen Campingpark Gitzenweiler Hof, Lindau
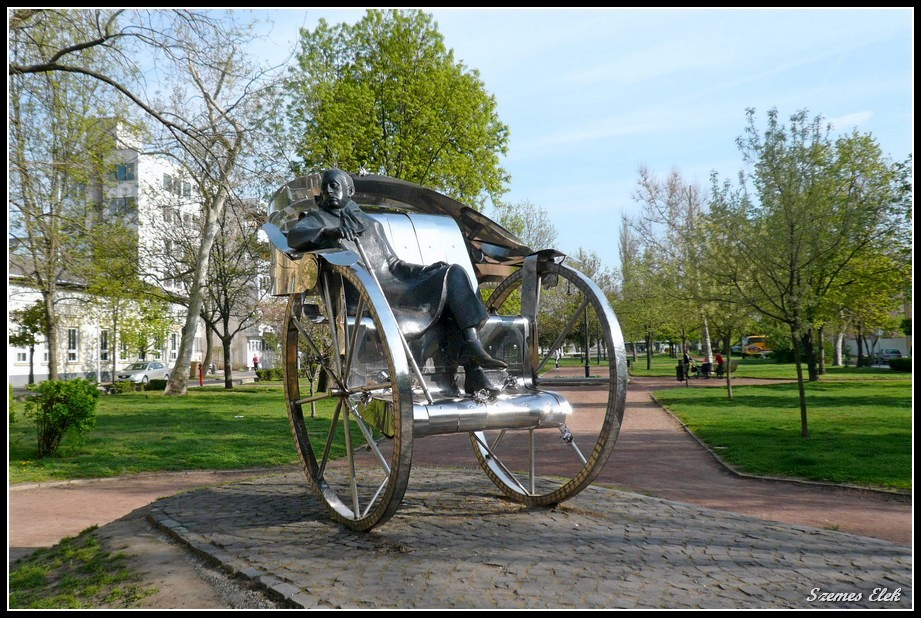
Krúdy Gyula-szobor Bessenyei tér, Nyíregyháza

### Alapvető irodalom
- Dutka M.: Fiatal művészek az Ernst Múzeumban, Irodalmi Újság, 1955. június 18.
- Láncz S.: (kat. bev., Kulturális Kapcsolatok Intézete Kiállítóterem, Budapest, 1967)
- Frank J.: Varga Imrénél, Élet és Irodalom, 1967. szeptember 2.
- Rózsa Gy.: (kat. bev., Tihanyi Múzeum, 1972)
- Timár Á.: Varga Imre szobrai Tihanyban, Kritika, 1972/10.
- Szabó Júlia: Varga Imre; Képzőművészeti Alap, Budapest, 1973 (Mai magyar művészet)
- Vadas J.: Mindentudó szobrász, Művészet, 1973/4.
- Harangozó M.: Varga Imre, Budapest, 1977
- Rózsa Gyula: Négy portré. A Munkácsy-díj nemzedéke; Képzőművészeti Alap, Budapest, 1977
- A Művészet folyóirat Varga Imre-száma, 1979/7.
- Bereczky L.: (kat. bev., Budapest Galéria, 1983)
- Kratochwill M.: (kat. bev., Budapest Galéria, 1985)
- Imre Varga; szerk. Margareta Gorschenek, Mimi Kratochwill; Katolische Akademie–Kulturbehörde–Kunsthalle, Hamburg–Budapest, 1985
- Menyhárt L.: Szellemidézés. Életmű az állandó nyilvánosságnak, Művészet, 1985/10.
- Wehner T.: Köztéri szobraink, Budapest, 1986
- Harangozó Márta: Varga Imre; Rézkarcoló Művészek Alkotóközössége, Budapest, 1989
- Kovács P.: A tegnap szobrai. Fejezetek a magyar szobrászat közelmúltjából, Szombathely, 1992
- Christa Nickel: Beszélgetések Varga Imrével; szerzői, Budapest, 1995 (németül is), digitalizált változata, 2010
- Árpási Zoltán: Varga Imre. A gondolat mestere; Kossuth, Budapest, 2002 (Felgyorsult idő)
- Turchányi, G.: A la recherche Imre Varga, Budapest, 2003
- Marton Mária: Varga Imre szobrászművész életéről, Szeged, 2009

### Filmek
- Műteremlátogatás Varga Imre szobrászművésznél, Magyar Televízió, 1973
- Házigazda Varga Imre, Magyar Televízió, 1977
- Műteremben, Magyar Televízió, 1984. augusztus 19.
- Varga Imre szobrai – Opera Café, 2011. november 13.
- „Egy művész élete a művekből áll” – Varga Imre szobrász köszöntése 90. születésnapja alkalmából (YouTube, Magyar Művészeti Akadémia, cikk)